# Achém do Sul
Achém do Sul (indonésio: Aceh Selatan) é uma kabupaten (regência) da província de Achém, na Indonésia. A capital é a cidade de Tapaktuan.